# Jean Malléjac
Jean Malléjac (Dirinon, 19 luglio 1929 – Landerneau, 24 settembre 2000) è stato un ciclista su strada francese.
Professionista dal 1950 al 1958, fu secondo nel Tour de France 1953 in cui indossò la maglia gialla per cinque giorni e vinse una tappa, mentre nel Tour de France 1955 collassò sul Mont Ventoux per abuso di anfetamine.

## Carriera
Nel 1950 passò professionista con la squadra francese Stella e ottenne subito alcuni piazzamenti come il decimo posto nella classifica generale del Tour de l'Ouest nel 1950. Vinse anche una gara, il Criterium di Callac.
L'anno successivo dimostrò le sue caratteristiche di regolarista, adatto alle corse a tappe, arrivando quarto al Tour de l'Ouest e ottenendo il sesto posto nella classifica finale della Paris-Nice
La carriera di Mallejac è legata al Tour de France, in particolare a due edizioni, quella del 1953 e del 1955.
Nella Grande Boucle del 1953, cui partecipava con la Selezione francese de l'Oust, riuscì a conquistare una tappa, la quinta frazione con arrivo a Caen, e nel corso della Albi-Beziers riuscì a conquistare anche la maglia gialla che perse nella diciottesima tappa a favore di Louison Bobet, futuro vincitore di quella edizione. Mallejac riuscì comunque a difendere il podio concludendo secondo la corsa sull'arrivo finale di Parigi a quasi un quarto d'ora da Bobet.
Nella edizione del 1955 invece si rese protagonista del primo caso di doping accertato al Tour de France. Nel corso della undicesima tappa, che da Marsiglia portava ad Avignone, si affrontava il Mont Ventoux, scalata che vide in difficoltà Mallejac. Fu posto su un lato della strada e soccorso con ossigeno e anticoagulanti che gli permisero di riprendersi dopo un quarto d'ora di completa incoscienza, per poi essere trasportato all'Ospedale di Avignone, dove si riprese del tutto. Mallejac sostenne di essere stato costretto a drogarsi e nell'immediato aveva detto di essere anche pronto a denunciare coloro che lo avevano costretto a doparsi per tentato omicidio, ma la cosa non accadde mai.

## Palmarès
- 1953

5ª tappa Tour de France

### Altri successi
- 1950

Criterium di Callac

## Piazzamenti

### Grandi Giri
- Tour de France

1952: 33º
1953: 2º
1954: 5º
1955: ritirato
1956: 34º
1958: ritirato
- Giro d'Italia

1958: 48º
Vuelta a España
1957: 19º

### Classiche monumento
- Milano-Sanremo

1957: 17º
- Parigi-Roubaix

1950: 64º
1951: 61º